# حمل المراهقات
حمل المراهقات (بالإنجليزية: Teenage pregnancy) هو حمل الإناث تحت سن 20 عامًا. تستطيع الأنثى أن تحمل من اتصال جنسي بعد إباضتها، والذي يمكن أن يكون قبل دورتها الأولى ولكنه غالبا يحدث بعد الدورة الشهرية، والتي تحدث خلال عمر 12 أو 13 عامًا.
تواجه المراهقات الحوامل نفس ما تواجهه النساء الأخريات، ولكن بالإضافة إلى ذلك، تعاني الإناث اللاتي تقل أعمارهن عن 15 سنة من مشاكل جسدية تمنعهم من التمتع بحمل صحي أو ولادة آمنة. ومن عمر 15 وحتى 19 عامًا، تصبح المخاطر أكثر من كونها مخاطر بيولوجية ولكن أيضًا مخاطر اجتماعية واقتصادية. ومن المخاطر البيولوجية، التعرض لمواليد أوزانهم ضعيفة، الأنيميا، ومقدمات الارتعاج، والولادة المبكرة. وإذا تم التحكم في تلك المخاطر فنجد مخاطر أخرى تتمثل في عدم الحصول على رعاية أبوية كافية.
وفي الدول النامية، يرتبط حمل المراهقات بقضايا اجتماعية منها مستويات التعليم المنخفضة، والفقر، وأشياء أخرى تمثل حياة سلبية للأطفال وللأمهات المراهقات. كما أنه عندما يكون حمل المراهقات في الدول النامية خارج إطار الزواج، فانه يحمل وصمة العار في العديد من الثقافات والمجتمعات. بالإضافة إلى أنه مرغوب ويرحب به من المجتمع والعائلة إذا كان داخل إطار الزواج بالرغم من أن حمل المراهقات في تلك الدول يرتبط ارتباطًا وثيقًا بسوء التغذية وبعدم الحصول على الرعاية الصحية، والصحة السيئة، وهذا يسبب مشاكل صحية.
يمكن التقليل من مخاطر حمل المراهقات غير المقصود عن طريق الترويج لفكرة منع الحمل. يوجد 3.7 مليون أنثى تحت سن 18 عامًا يلدن كل عام في الدول النامية، وإذا تم تضمين ذلك العدد مع كل أعداد الحمل على مستوى العالم، ستكون النسبة أعلى بكثير.

## التعريف
يتم تحديد عمر الأم عند انتهاء تاريخ الولادة، وليس عند بداية الحمل. كما يتم النظر إلى حالة المرأة إذا كانت متزوجة أو غير متزوجة حسب حالتها عند الولادة وليست عند بداية الحمل. ولا تتضمن الإحصاءات حالات الحمل عندما تبدأ والمرأة بالغة من العمر 19 عام، أو إذا انتهى الحمل في عيد الميلاد العشرين للأم أو بعده.

## التأثيرات
الحمل بين الفتيات الأصغر من 18 عام له نتائج وخيمة لا يمكن إصلاحها. كما انه ينتهك حقوق الفتيات، مع نتائج تهدد الحياة من حيث الصحة الجنسية والصحة الإنجابية، ويكلف المجتمع مبالغ مرتفعة جدا، خصوصا إدامة دائرة الفقر. ليست تتضمن النتائج الصحية فقط استعداد الجسم للحمل، ولكن أيضًا ولادة المراهقات تقود إلى مضاعفات، وسوء تغذية وعائلة منخفضة الدخل.
في الدول النامية ذات الدخل المنخفض والمتوسط، مخاطرة موت الأمهات تحت عمر 15 عام أعلى بكثير جدا من النساء في العشرين من عمرهم. يؤثر أيضًا حمل المراهقات على تعليم الفتيات. وقد عالجت العديد من الدراسات التأثير الاجتماعي، الاقتصادي، الطبي والنفسي للحمل والأبوة عند المراهقين.
تتنوع عوائد الحياة عند الأمهات المراهقات وأطفالهن، عوامل أخرى مثل الفقر والدعم المجتمعي من الممكن أن تصبح أهم من عمر الأم عند الولادة. تم اقتراح العديد من الحلول لمواجهة النتائج الأكثر سلبية، حيث أن الأمهات المراهقات اللاتي تستطعن الحصول على دعم من العائلة والمجتمع، وخدمات مجتمعية، أو رعاية الأطفال، يقومون بإكمال دراستهن والحصول على وظائف ذات عائد مادي مرتفع نظير ما تقدمه الدراسة.
ليس علينا الاهتمام فقط بتغيير سلوك الفتيات، ولكن علينا الاهتمام بالتركيز على القضايا التي تسبب حمل المراهقات مثل الفقر، عدم المساواة بين الجنسين، الضغط المجتمعي، والإجبار. ويجب وضع منهج لمواجهة تلك الظاهرة يتضمن توفير تربية جنسية بشكل مناسب وملائمته لأعمار المتعلمين، مع استثمار تعليم الفتيات في منع الزواج المبكر، والعنف الجنسي، والإكراه. مع بناء مجتمعات منصفه لكلا الجنسين «الذكور والإناث» وجعل الذكور يشاركون في هذا الدور، وضمان وصول المراهقات لمعلومات عن الصحة الإنجابية والجنسية وإنشاء خدمات لهن لتسهيل اختياراتهن.
في الولايات المتحدة، أفاد ثلث طلاب المدارس الثانوية بأنهم ناشطين جنسيًا. في الفترة 2011-2013، أفادت 79٪ من الإناث باستخدام وسائل تحديد النسل. يضع حمل المراهقات النساء الشابات في خطر المشكلات الصحية والاقتصادية والاجتماعية والمالية.

### الأم

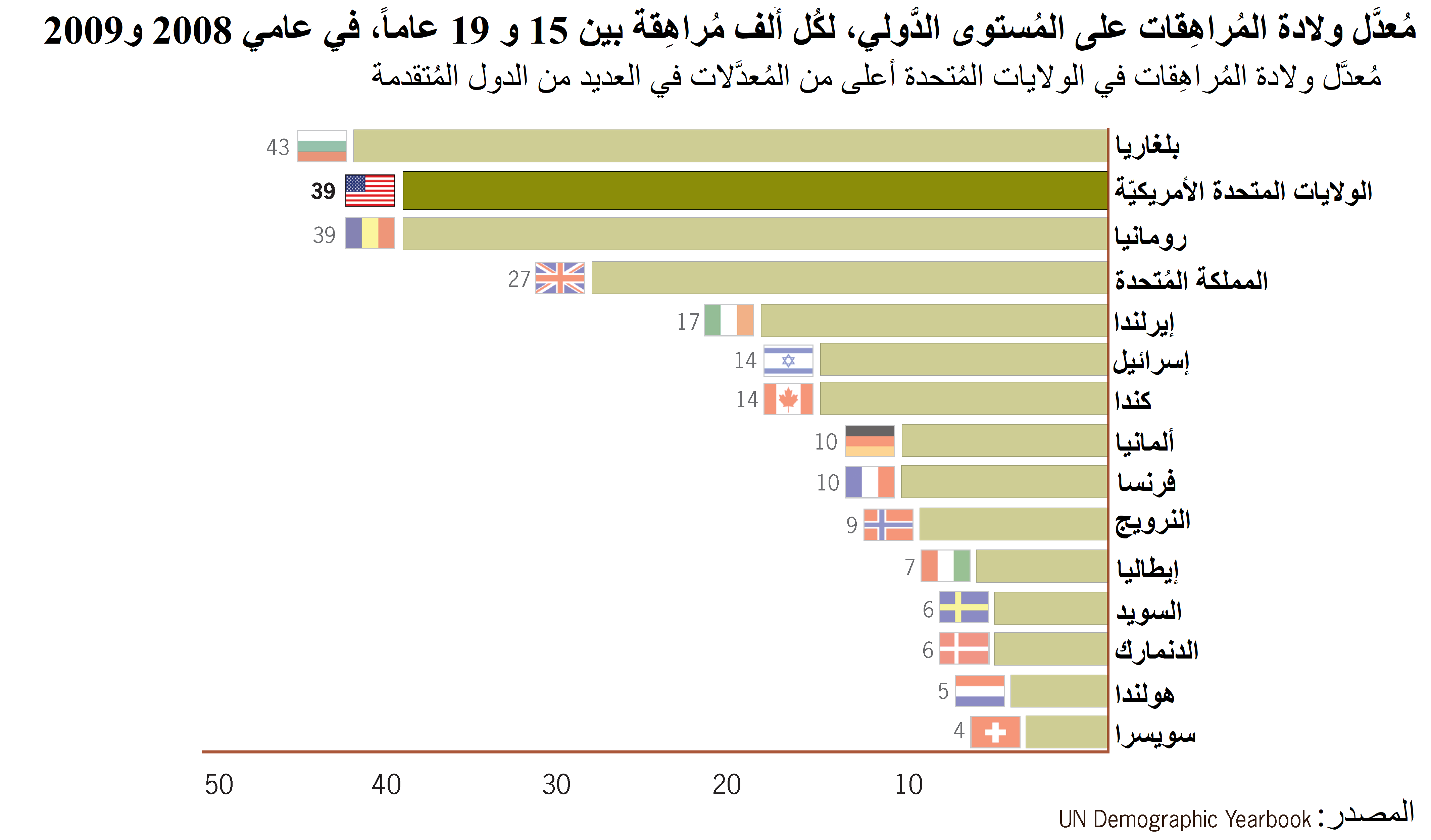
معدل المواليد في سن المراهقة على المستوى العالمي عام 2008. لكل 1000 فتاة تتراوح أعمارهن بين 15 و 19 سنة. كانت المعدلات في الولايات المتحدة والمملكة المتحدة هي الأعلى بين الدول المتقدمة.

من الممكن أن يؤثر حمل المراهقات على تعليمهن، فهن أكثر ميلا إلى ترك التعليم الثانوي. وجدت دراسات حديثة، أن العديد من الأمهات يتركن الدراسة قبل حملهن،  ولكن هؤلاء الذين يحملن وهن في الدراسة، من الممكن أن يتخرجن كنظائرهن. أما في الدول الصناعية، تؤثر الأمومة المبكرة على التوظيف. حيث أن العلاقة بين الإنجاب وعدم إتمام الدراسة الثانوية، تقلل من الفرص الوظيفية للأم. وجدت دراسة أقيمت عام 1988 أن 60% من الأمهات المراهقات كانوا فقراء في الوقت اللاتي قمن بالولادة فيه.
دراسة أخرى وجدت أن ما يقارب من 50% من جميع الأمهات المراهقات أرادوا مساعدة مجتمعية أثناء الخمس سنوات الأولى من حياة أطفالهن. دراسة أخرى تم إجرائها على 100 أم مراهقة من المملكة المتحدة وجدت أنه 11 % فقط، يأخذون مرتبات بينما 89% عاطلات. أغلب الأمهات المراهقات البريطانيات يعشن في فقر مدقع. وتكون الأمهات المراهقات أكثر عرضة للانتحار بمعدل 7 مرات عن نظيراتهن.

### الطفل
من الممكن أن تؤثر الأمومة المبكرة على النمو النفسي للرضيع، حيث يكون الطفل ضعيف الوزن، مما يعرضة لمشكلات أخرى قد تستمر مدى الحياة. كما يتعرض لمخاطر مرتفعة من تأخر في اللغة، ومشاكل سلوكية ومشاكل الإعاقة والتي تزداد احتماليتها مع الأطفال الناتجين من أمهات مراهقات.
هناك دراسة تقترح أنه الأمهات المراهقات أقل ميلاً إلى تحفيز الرضيع من خلال السلوك الحنون، اللمس، الابتسام، والتواصل الشفوي أو اللفظي أو أن يكونوا مقبولين تجاه متطلباتهم. دراسة أخرى وجدت أن هؤلاء الأمهات اللاتي يحظين بدعم مجتمعي يكن أقل غضباً على أطفالهن أو عقابهم.
تزداد احتمالية أن يعاني الأطفال أيضًا من أداء أكاديمي ضعيف، كما أنهم يحرزون درجات أقل في الامتحانات القياسية وقد يفشلون في التخرج من المدرسة الثانوية. ومن المحتمل أن تصبح الفتيات، أمهات مراهقات أيضًا مثل امهاتهن، ومن المحتمل أن يقضي الصبية وقتاً في السجن.

## عوامل الخطر

### الثقافة
ترتفع معدلات حمل المراهقات جدًا في المجتمعات التي يشيع فيها زواج الفتيات في سن مبكرة، كما يتم تشجيعهن على الإنجاب بسرعة إذا كان في مقدورهن ذلك. في بعض دول أفريقيا على سبيل المثال، يتم مباركه الحمل المبكر لأنه إثبات على خصوبة المرأة. في الدول التي يشيع بها الزواج المبكر للفتيات، يشيع بها أيضًا حمل المراهقات. في الهند، ينتشر الزواج المبكر والحمل في المجتمعات الريفية أكثر منه في المدن. كما أن نقص التعليم حول الجنس الآمن سواء كان من الآباء، أو المدراس أو أي وسيلة أخرى، هو سبب في حمل المراهقات. لا تتلقى المراهقات تعليم عن وسائل منع الحمل وكيفية التعامل مع من يضغط عليهم لممارسة الجنس دون أن يكون لديهن الاستعداد لذلك. العديد من المراهقات الحوامل، لا يعرفن حتى الحقائق المركزية حول الجنس.
تتحكم أيضًا الحالة الاقتصادية في قرار إنجاب أولاد، ففي المجتمعات حيث يعمل الأطفال منذ سن مبكرة، يعد إنجاب عدد كبير من الأطفال أمرًا ذا جاذبية اقتصادية. وفي المجتمعات التي يكثر بها الزواج المبكر، مثل العديد من الدول النامية، يعد السن الصغير عند أول اتصال جنسي، ونقص استخدام موانع الحمل (أو استخدامها بشكل خاطئ)، من عوامل حمل المراهقات.

### أفراد الاسرة الآخرين
وجدت دراسة أن الاخت الصغرى للأم المراهقة تكون أقل ميلاً إلى إدراك أهمية التعليم والعمل، وأكثر ميلاً لتقبل الأمومة، والزواج، والسلوك الجنسي في سن صغير. كما تبين أن الأخوة الأصغر سنًا يكونون أكثر قبولاً لحالات الولادة غير الزوجية والولادة المبكرة، بالإضافة إلى كونهم أكثر عرضة لسلوكيات عالية الخطورة. وإذا قامت الاخت الصغرى برعاية الطفل، فإنها في الأغلب  يكون لديها ميل إلى الحمل كمراهقة.

### البلوغ المبكر
الفتيات اللاتي يبلغن في سن مبكر عادةً ما يكن أكثر عرضة لأن يخضن تجارب جنسية في سن صغير، مما يعرضهن لخطر الحمل في سنوات المراهقة.

### عدم استخدام وسائل منع الحمل
نقص المعرفة والخبرة بطرق منع الحمل، ومن الممكن أن يكون السبب هو أن تكون الفتيات محرجات أو خائفات من السعي للحصول على تلك المعلومات. قامت حكومة المملكة المتحدة عام 1988، بوضع هدف لتقليل معدلات حمل الفتيات الأصغر من 18 سنة بحلول عام 2010 .وبالرغم من انخفاض المعدل، إلا أنه ارتفع مجدداً 2007 إلى 41.7 سيدة من كل الف سيدة.
تعتقد النساء صغيرة السن أن موانع الحمل تتمثل في حبوب منع الحمل والواقي الذكري، ويغفلن الطرق الأخرى لمنع الحمل. كما أنهن يتأثرن بالقصص السلبية التي يرويها المقربون لهم. ودائما ما تؤثر الآثار الجانبية مثل زيادة الوزن وحب الشباب، على اتخاذ قرار أخذ وسائل لمنع الحمل.
في الولايات المتحدة، 18% من الفتيات التي تتراوح أعمارهن من 15:19 سنة، لا يستخدمن وسائل منع الحمل مقابل 10.7% من السيدات بين 15:44 سنة. أكثر من 80% من حمل المراهقات غير مخطط له، نصف تلك النسبة لا تستخدم وسائل منع الحمل، والنصف الآخر استخدمها بشكل خاطئ. في استطلاع قامت به مجلة Seventeen عام 1966، وجدت الإحصاءات أن 23% من المراهقات اللاتي يمارسن الجنس، قد مارسن جنس غير آمن مع شريك لا يستخدم واقي جنسي. وفي استطلاع آخر عام 1997، وجدت الإحصاءات أن 70% من الفتيات شعرن بالإحراج عند شراء وسيلة منع حمل أوطلب معلومات من الطبيب.
وفي دراسة أخرى أجريت عام 2012 على عينة من 1000 سيدة، تضمنت أسباب عدم استخدام موانع للحمل، أعطت السيدات ثلاث أسباب رئيسية لعدم استخدامهن وسائل منع حمل وهم، عناء الحصول على موانع حمل «السبب الأكثر انتشاراً»، عدم النية في ممارسة الجنس، والوهم أو سوء الفهم في انهن لا يستطعن الحمل.

### الإساءة الجنسية
وجدت دراسة ان 60 % من حمل المراهقين هو نتيجة للاغتصاب، 60% من الأمهات المراهقات تم اجبارهن على جنس قبل حملهن، مما أدى إلى الحمل. ووجدت دراسة أخرى أن الفتيات اللاتي يتزوجن قبل إتمامهن 15 سنة، يكون ازواجهن أكبر منهم بست سنوات. وقد أقر واحد من بين كل خمسة آباء مراهقين أنهم قد اجبروا الفتيات على ممارسة الجنس.

### عوامل اجتماعية - اقتصادية

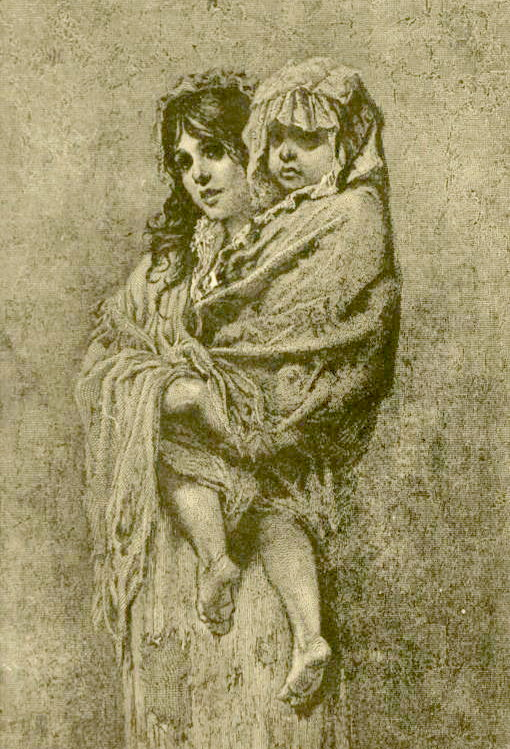
شابة فقيرة تمسك بطفلها. غلاف كتاب Street Arabs and Gutter Snipes لجورج كارتر نيدهام، بوسطن، 1884.

يعد الفقر أحد العوامل التي ترتبط بارتفاع معدل حمل المراهقات، حيث المعدلات المرتفعة في النيجر وبنجلاديش، وتقل في دول مثل اليابان وسويسرا.
كلف حمل المراهقات الولايات المتحدة، 9.1 بليون دولار عام 2004، تتضمن رعاية صحية، وأشياء أخرى. مع ذلك، لا توجد أدلة كثيرة تدعم الاعتقاد السائد بأن المراهقات تنجبن للحصول على تلك الفوائد، فأغلبهن لم يكن يعرفن الكثير عن السكن أو المساعدات المالية قبل أن يحملن، وتبين أن ظنونهم كانت خاطئة.

### بيئة الطفولة
المراهقات اللاتي تعرضن لعنف منزلي في طفولتهن، أكثر ميلاً للحمل في فترة المراهقة.
وجدت الدراسات أن الأولاد الذين تعرضوا لعنف في المنزل، أكثر ميلاً لأن يجعلوا الفتيات تتعرض للحمل.
كما أن المراهقات اللاتي ترك آباءهن المنزل مبكراً في فترة الطفولة، أكثر ميلا لممارسة نشاط جنسي والحمل في فترة المراهقة. أما اللاتي تركهن اباءهن في عمر متأخر، لديهم معدلات حمل منخفضة. ونجد أقل معدلات عند المراهقات اللاتي كان اباءهن موجودين في فترة الطفولة.
المراهقات اللاتي لديهن أم أو أخت قامت بالانجاب في فترة المراهقة، أكثر ميلا للإنجاب في فترة المراهقة.

### تأثير الإعلام
وجدت دراسة أجريت عام 2007 أن المراهقين الذين يشاهدون محتوى جنسي في الإعلام أكثر ميلاً لأن يمارسوا الجنس.
وفقًا لمجلة تايم، فإن الذين يشاهدون محتوى جنسي باستمرار، أكثر ميلا للحمل مرتين عن الأشخاص الآخرين الذين يشاهدون محتوى بنسبة أقل.

## الانتشار

معدل المواليد لكل 1000 أمرأة في سن 15-19 سنة، الفترة بين 2000 و2009.

### أفريقيا جنوب الصحراء الكبرى
يوجد بها أعلى معدل لزواج المراهقات في العالم، حيث تتزوج النساء في سن مبكرة. في النيجر - على سبيل المثال – 87% من السيدات «من العينة الممسوحة» متزوجات قبل سن 18، و53% منهن قد ولدن بالفعل.

### الهند
في شبه القارة الهندية، يحدث حمل المراهقات بسبب الزواج المبكر. تزداد النسبة في المناطق الريفية عنها في الحضر، حيث أن المعدل هو 62 مراهقة حامل من كل 1000 سيدة، والعدد في ازدياد. ويعد هذا عامل مهم يسبب الازدياد السكاني ومن الممكن أن تتفاقم المشكلة أكثر.

### آسيا
يرتفع معدل الزواج المبكر والحمل في بعض دول آسيا. إلا أنه في الأعوام الأخيرة، انخفض المعدل في اندونيسيا وماليزيا، بالرغم من ارتفاعه في البداية.
يعد معدل حمل المراهقات هو الاقل في العالم في المجتمعات الصناعية الآسيوية مثل كوريا الجنوبية وسنغافورة.

### أستراليا
في عام 2015، كان معدل الولادة بين السيدات المراهقات 11.9 ولادة من كل 1000 سيدة. حيث انخفض المعدل من 55.5 ولادة بين كل 1000 سيدة عام 1971. ومن المحتمل أن يكون هذا بسبب وسائل الحمل لا تراجع النشاط الجنسي.

### كندا
يميل معدل حمل المراهقات إلى الهبوط والتراجع للاعمار من 15- 17 وتكبر للأعوام 18-19 في الفترة من عام 1992 وحتى 2002. ولكن، من ذعام 2013 ومعدل حمل المراهقات في ازدياد.

### أوروبا
أصبح السائد في أوروبا منذ عام 1970 هو انخفاض معدل الخصوبة الكلي، مع ازدياد عمر السيدة عند الولادة الأولى وانخفاض في عدد الولادات بين المراهقات.
أغلب دول غرب أوروبا لديها معدلات منخفضة جدا للولادة بين المراهقات، وويرجه ذلك إلى الربية الجنسية الجيدة والمستوى المرتفع من استخدام وسائل منع الحمل مثل ما يحدث في هولندا، وإسكندنافيا أو بسبب القيم والوصم مجتمعي في دول مثل إسبانيا وإيطاليا أو كليهما مثل سويسرا.
على الجهة الآخر، يرتفع معدل ولادة المراهقات في بلغاريا ورومانيا، حيث أنه في عام 2015 كان لدى بلغاريا معدل 73 من كل 1000 سيدة في عمر من 15 :19 سنة، وفي رومانيا 34 من كل 1000 سيدة لنفس العمر، ويبلغ المعدل في تلك الدول أعلى بكثير حتى من الدول النامية مثل بروندي ورواندا.

### المملكة المتحدة
يبلغ معدل حمل المراهقات في إنجلترا وويلز 23.3 من كل 1000 سيدة في عمر 15:17 عام، حيث انخفض معدل الحمل أو الولادة لدى المراهقات بصورة كبيرة.
في يونيو عام 2014، كان المعدل يبلغ المعدل 5470 حالة حمل بين فتيات تحت سن 18 عامًا «لتاريخ من مكتب الإحصاء الدولي»، وذلك مقارنة بمعدل 6279 حالة في نفس التوقيت عام 2013 و7083 في العام السابق. تاريخياً، كانت إنجلترا تمتلك النسبة الأعلى على الإطلاق في معدلات حمل المراهقات والإجهاض في غرب أوروبا.

### الولايات المتحدة الأمريكية

معدل حمل المراهقات في الولايات المتحدة بين 15 و 19 سنة (لكل 1،000)، بما في ذلك السكان السود، والبيض، ومن هم من أصل اسباني.

في عام 2001، كان معدل حمل المراهقات في الولايات المتحدة هو الأعلى بين الدول المتقدمة، كما كان معدل الإجهاض مرتفعًا.
في 2005، 57% من حمل المراهقات تسبب في الإنجاب، 27% انتهى بالإجهاض، 16% في ولادة جنين ميت.
كان المعدل مرتفعًا منذ عام 1950، وانخفض منذ ذلك الوقت على الرغم من أن هناك ارتفاع في معدل المواليد خارج إطار الزواج، إلا أن معدل حمل المراهقات انخفض بشكل ملحوظ عام 1990.
ولكن في عام 2006، ارتفعت معدلات الحمل لأول مرة منذ 14 عامًا، ثم انخفضت في 2010 ليصبح المعدل 34.3 حالة ولادة من كل 1000 سيدة بين عمر 15 - 19 سنة.

## أمثلة لنساء أنجبن في سن مبكر

### قبل القرن العشرين
عادة ما يقال أن السيدة مريم أنجبت المسيح عندما كان يتراوح عمرها بين 12 : 14 سنة.
هلدغراد الزوجة الثانية لشارلمان، كانت تبلغ 14 سنة عندما قامت بإنجاب ابنها الأول.
عام 1187، قامت ايزابيلا بولادة ابنها لويس الثامن عندما كانت تبلغ من العمر 17عامًا فقط، ولكنها توفت عام 1190 بعد ولادتها توأم، وقد توفيا بعدها بثلاثة أيام فقط.

### في القرن العشرين
المغني بوبي دارين، ولد لأم مراهقة، وكان يعتقد حتى فترة مراهقته أنها اخته حتى قامت بالاعتراف له.
المغنية لوريتا لين، قامت بانجاب طفلها الرابع عام 1952 وكان عمرها لا يتعدى العشرين.
آن دونهام، كان عمرها 18 سنة عندما أنجبت باراك اوباما عام 1961، الرئيس 44 للولايات المتحدة.
شيرلي تيمبل، ممثلة أطفال وتحولت إلى دبلوماسية، كان عمرها 19 سنة، عندما أنجبت طفلها الأول عام 1948.
أوبرا ونفري، قامت بولادة طفل وهي تبلغ من العمر 14 سنة، ولكنه مات بعد مدة قصيرة.

### في القرن الواحد وعشرين
تايلور هانسون كان عمره 19 سنة، عندما قامت زوجته ناتالي 18 سنة، بانجاب طفلهما الأول.
المغنية والممثلة جيمي لين سبيرز، الأخت الصغرى لمغنية البوب بريتني سبيرز، أنجبت فتاة عام 2008 وكان عمرها 17 سنة فقط.